# Fallout: London
Fallout: London es un mod de conversión total lanzado en 2024 y desarrollado por Team FOLON  para el juego de rol de acción Fallout 4, creado por Bethesda Softworks en 2015. Este mod traslada la acción a una versión postapocalíptica de Londres, apartándose del tradicional escenario estadounidense de la serie. Los críticos han elogiado la magnitud y el nivel de detalle de Fallout: London, destacando su incorporación de ubicaciones, temas y referencias culturales británicas dentro del universo de Fallout. Sin embargo, señalaron algunos errores y problemas de rendimiento en su lanzamiento.

## Jugabilidad
Fallout: London es un  juego de rol de acción de mundo abierto que, en su esencia, mantiene una jugabilidad similar a la de Fallout 4, aunque incorpora elementos de entregas anteriores y características completamente nuevas. Entre las funciones que retornan de Fallout 4 se encuentran la opción de cambiar entre una perspectiva en primera y tercera persona, el sistema de combate, V.A.T.S., y la construcción de asentamientos. Además, vuelve el sistema de diálogo ampliado de los juegos anteriores a Fallout 4, permitiendo al jugador visualizar cada opción de diálogo completa en lugar de respuestas abreviadas. Durante las conversaciones, el personaje del jugador permanece en silencio, al igual que en los títulos más antiguos, aunque las interacciones de la cámara durante los diálogos son similares a las de Fallout 4.
El personaje del jugador utiliza un ATTA-Boy, un dispositivo diseñado por Angel a partir de la ingeniería inversa del Pip-Boy. Este aparato cumple funciones similares al Pip-Boy, actuando como asistente digital del jugador para gestionar misiones, inventario, mapas tanto globales como locales, entre otros. Las servoarmaduras han sido eliminadas, ya que, según el canon de Fallout, fue una invención estadounidense. Las armas y armaduras en el juego requieren complejas operaciones de elaboración y personalización, lo que permite al jugador adaptarlas a sus preferencias personales.
Al inicio del juego, los jugadores eligen el género y las características físicas de su personaje, así como los atributos a los que asignarán los puntos de experiencia iniciales. Estos atributos, que van desde la fuerza hasta la suerte, pueden mejorarse cada vez que el personaje sube de nivel, junto con otras ventajas, como la capacidad de abrir cerraduras con mayor facilidad. A medida que el jugador avanza, encontrará compañeros que pueden unirse al personaje en sus aventuras. En Fallout: London, se incluye un compañero canino, manteniendo la tradición de la serie, con la excepción de Fallout 76. Siguiendo la temática británica del mod, el perro es un bulldog británico llamado Churchill, en lugar del habitual Albóndiga.

## Historia y ambientación
Fallout: London se desarrolla en el año 2237, situándose cronológicamente entre los eventos de Fallout y Fallout 2.. La historia comienza tras un robo en un laboratorio, donde el jugador debe escapar hacia la superficie. Durante la trama, diversas facciones compiten por el control de Londres. La Nobleza, descendiente del gobierno británico prebélico, gobierna Londres desde Westminster y cuenta con el respaldo de los Tommies, una milicia con la misión autoproclamada de proteger la ciudad. La Quinta Columna, una organización paramilitar pseudofascista, busca derrocar a la Nobleza para establecer un estado autoritario bajo el liderazgo supremo de Eve Varney. El Movimiento Camelot, inspirado en la época medieval, lucha por liberar a Londres del dominio de la Nobleza y reemplazarlo con una república. Además, dos bandas rivales, el Sindicato de la Isla de los Perros y los Vagabundos, se disputan el territorio. Por último, Angel es una organización secreta capaz de crear clones humanoides pálidos. Las interacciones del jugador con estas facciones influirán en el desarrollo del juego y su desenlace final, permitiendo al jugador alinearse con Angel, la Quinta Columna o Camelot.
Además de las interacciones con las facciones, el jugador tendrá contacto con otros personajes del juego que ofrecen misiones, las cuales pueden influir en el desenlace final. Los jugadores también se encontrarán con una nueva especie conocida como Thamesfolk, seres verdes con rasgos similares a los de un pez, resultado de la evolución provocada por la radiación extrema en el Río Támesis. Estas interacciones llevarán a los jugadores a explorar lugares icónicos de Londres, como el Palacio de Buckingham, 10 Downing Street, el London Eye y la Abadía de Westminster.

## Desarrollo y lanzamiento
Fallout: London ha estado en desarrollo desde 2019 y presenta un mapa principal de tamaño comparable al de Fallout 4, con cinco áreas centrales más pequeñas que, combinadas, son aproximadamente del mismo tamaño que el DLC Far Harbor. En una entrevista de 2024 con BBC News, Dean Carter, miembro de Team FOLON, habló sobre el desarrollo y los orígenes del mod. Carter explicó que, aunque el proyecto comenzó de manera modesta, la pandemia de COVID-19 cambió la situación, y el equipo, al encontrarse confinado durante dos años sin mucho que hacer, decidió crear un juego. Carter también mencionó que, mientras Fallout 4 de Bethesda contó con alrededor de 150 testers, Fallout: London solo tuvo aproximadamente 20, lo que limitó la capacidad de identificar y resolver todos los posibles errores en diversas configuraciones de computadora. A pesar de estos desafíos, el equipo continúa trabajando arduamente para mejorar el juego. En cuanto al apoyo de Bethesda, Carter señaló que no hubo "ninguna correspondencia" con la compañía, aunque tampoco la esperaban. Team FOLON no planea realizar más modificaciones de Fallout después de London, ya que su objetivo es desarrollar una IP completamente nueva como un estudio de juegos independiente. El equipo estaba compuesto por casi 100 modders y más de 100 actores de voz  La guerra ruso-ucraniana también afectó al equipo, obligando a varios miembros a abandonar sus puestos repentinamente. Aunque se consideró la inclusión de caballos y bicicletas, estas características fueron eliminadas debido a bugs y otros problemas.
El mod cuenta con actuaciones de voz completas, principalmente proporcionadas por voluntarios, pero también incluye a actores como Colin Baker (el Sexto Doctor) y Sylvester McCoy (el Séptimo Doctor) de Doctor Who. John Bercow, ex presidente de la Cámara de los Comunes del Reino Unido, también aparece como un presidente robótico de la Cámara  El actor de voz Neil Newborn, conocido por su trabajo como Astarion en Baldur's Gate 3 y varios personajes en los juegos de Resident Evil, da vida a Barry the Boat. Anna Demetriou, reconocida por su papel de Sophia en A Plague Tale: Requiem, también participa como actriz de voz. Además, se crearon cuatro horas de música original para el mod.
El 18 de mayo de 2022 se lanzó un tráiler del juego de 18 minutos para el mod. Inicialmente, el lanzamiento del mod estaba previsto para 2023, pero luego se reprogramó para el 23 de abril de 2024. Sin embargo, la fecha de lanzamiento se retrasó una segunda vez debido a la actualización next-gen de Bethesda para Fallout 4,  y finalmente el mod se estrenó el 25 de julio de 2024. Team FOLON se asoció con GOG.com para distribuir el mod, ya que su gran tamaño impedía que se alojara en sitios típicos de mods. En las primeras 24 horas, se informó que se había descargado más de 500,000 veces, convirtiéndose en el título más rápidamente canjeado en la plataforma. El 9 de agosto de 2024, se lanzó un parche que abordaba los problemas más urgentes del mod, y el equipo sigue trabajando en una actualización más grande. La actualización next-gen de Fallout 4, lanzada el 25 de abril de 2024, provocó una reprogramación inesperada del lanzamiento mientras el equipo evaluaba la compatibilidad con el mod. Esta actualización tuvo una recepción mixta. Finalmente, el equipo decidió mantener el mod en la versión anterior a la next-gen. Para los usuarios de Steam, esto requirió revertir la actualización, mientras que los jugadores de GOG.com, que aún no habían recibido la actualización, pudieron instalar Fallout: London sin necesidad de degradar la versión del juego.

## Recepción
Tras su lanzamiento, Fallout: London fue elogiado por su ambientación y la construcción de su mundo, aunque también recibió críticas por los errores y problemas técnicos presentes en su debut. Muchos críticos destacaron el alcance y el nivel de detalle del juego, especialmente considerando que se trata de una modificación gratuita. Joshua Wolens de PC Gamer lo describió como un "logro de modding impresionante", mientras que Lewis White de PCGamesN señaló que el mod era "extenso" y "merecía ser celebrado como un monumento a la dedicación de los fanáticos".
Los críticos elogiaron el mundo del mod, los personajes y la forma en que Fallout se adapta a un entorno inglés. Claus Larsen de Gamereactor destacó la ambientación detallada y auténtica del juego, señalando el "encanto y la excentricidad inglesa" presentes en la actuación de voz, referencias culturales, facciones y lugares de interés. Ravi Sinha de GamingBolt aplaudió la "atención los detalles" y los "entornos bien elaborados", describiendo el "estado de ánimo más oscuro" del entorno como inmersivo y evocador de "un Londres retrofuturista que ha ido al infierno y ha regresado". White subrayó la "anglicización" de las características clave del juego, incluyendo elementos, armas, easter eggs y facciones "meticulosamente pensadas". Wolens elogió los "pastiches divertidos y completamente británicos" en la ambientación y los personajes.
No obstante, Fallout: London recibió críticas por errores y problemas técnicos en el momento de su lanzamiento. Muchos críticos señalaron que el juego sufría de fallas frecuentes; Wolens lo describió como "apenas jugable", mientras que Sinha coincidió en que el rendimiento técnico deficiente era un "obstáculo" para disfrutar del juego. Claus Larsen también mencionó problemas adicionales, como deficiencias en el diseño de las misiones e inconsistencias en las grabaciones de voz de los personajes. Nic Reuben de Rock Paper Shotgun compartió su frustración, comentando que los "mods y configuraciones adicionales" necesarios para estabilizar Fallout: London superaban su tolerancia personal y recomendó esperar a un parche.